# CiNii
CiNii（/ˈsaɪniː/ ）是一个面向日本学术图书资料的书目数据库服务，尤其是日本出版的日语和英语著作。该数据库成立于2005年4月，由日本国立信息学研究所（NII）维护。该服务的数据库搜索由NII电子图书馆服务（NII-ELS）和日本出版物引文数据库（CJP）维护，数据库由日本國立國會圖書館、机构库以及其他组织提供。
该数据库已包含超过3600部出版物的超过1500万篇文章。在2012年，单月有超过220万独立访客的超过3000万次访问，是日本最大、最全面的数据库。虽然该数据库涵盖众多学科，但它所含内容大部分属于人文和社会科学领域，这也许是因为CiNii是日本在该领域的学术著作的唯一数据库。

## 数据库标识符
该数据库会为其每篇刊物文章分配一个名为NII Article ID（NII文章ID，缩写NAID）的唯一标识符。另一种标识符NII Citation ID（NCID或）也称NACSIS-CAT Record ID，用于书籍、期刊。